# Kristiern Frille
Kristiern Frille, nämns från 1445, död 1472, var en dansk-svensk häradshövding, lagman och riksråd.

## Biografi
Kristiern Frille vistades från julen 1445 till julen 1447 vid kung Kristofers av Bayern hov i Danmark. Han var son till den danske häradshövdingen i Halikko härad, som hade kommit med kung Erik av Pommerns reformer av rättsväsendet till Finland. De politiska förhållandena i den svenska delen av Kalmarunionen gjorde det svårt för danskar att hävda sin ställning men Kristiern återvände till Finland senast 1455. Då Karl Knutsson (Bonde) avsattes som kung 1457 och Kristian av Oldenburg valdes till kung i Sverige skedde detta med bland annat den Frilleska släktgruppens stöd. Laurens Axelsson (Tott) uppgav 1481 att Kristiern genast efter kungavalet hade erbjudits av Erik Axelsson (Tott) att bli slottshövding på Viborgs slott. Uppgiften är inte som sådan trovärdig men visar på förtroligheten mellan den nye kungen och ätterna Tott och Frille. Däremot belönades Kristierns trohet genom att han utsågs till sin fars efterträdare som häradshövding i Halikko.  Som sådan nämns han 1463 och 1464. På sensommaren eller hösten 1464 utsågs han till lagman i Söderfinne lagsaga eftersom Finland då ännu var i unionskungens händer medan Karl Knutsson under en kort tid för andra gången var kung i Sverige. Karl kallade i oktober Finlands representanter till sig men de, bland dem Kristiern, vägrade för att inte tvingas ställa sig på Karls sida. Karl avsattes i början av år 1465 och bosatte sig på Raseborgs slott men i Finland var det bröderna Tott som bestämde och de var unionsvänliga. I november 1467 återvände Karl till den svenska tronen och redan i juni 1468 visade han Kristiern att denne trots sin ställning som lagman inte tilläts påverka häradshövdingsval inom hans lagsaga. Kristiern fick ändå behålla lagmansdömet och kung Karl avled i maj 1470. I riksrådets val av riksföreståndare samma år deltog Kristiern och accepterade således Sten Sture den äldre som svensk riksföreståndare. Kristiern Frille avled 1472, sannolikt före den första maj då han hade en efterträdare som lagman.

## Familj
Kristiern Frille var son till häradshövdingen Håkan Frille (1410–1434) och en dotter till fogden Mårten Abrahamsson (Djäkn, Jakob Abrahamssons ätt) och Ragnhild Olofsdotter Tavast (1442).
Kristiern var första gången gift med Karin, dotter till häradshövdingen Jöns Bengtsson och Karin Jakobsdotter Garp. Kristiern var senast 1463 gift med Elin Magnusdotter, dotter till väpnaren Magnus Fleming. Hon levde ännu på sensommaren 1472.
Kristierns sätesgård är okänd men kan ha varit Haapaniemi i Kisko. Han ägde även jord både vid Ribe i Danmark och i Bjärnå i Egentliga Finland.

### Barn
- Håkan Frille till Kärkis i Sagu, väpnare (1494–1508).
- Kristina, död före 1509. Gift mellan 1469 och 1472 med sin syssling, lagmannen Klas Henriksson (Horn) (1466–1525).
- Magnus (Måns) Frille (1486–1508), slottsfogde.
- Johan Frille, väpnare (1494–1495).
- Erik Frille (1494).
- Ingeborg. Gift efter 1475 med sin syssling Johan Johansson.
- Margareta, Malin och Ragnhild nämns i äldre släktböcker, en av dem kan vara den dotter som av brodern Magnus ingavs i Nådendals kloster.

## Övrigt
Vapen: delad sköld, belagd med en planta med två lindelöv och en trekluven rot. Senare bortföll delningen av skölden.